# Play N Trade
Play N Trade es una franquicia del sector de los videojuegos y electrónica de consumo, con énfasis en el estilo de vida gamer. La organización, con sede en San Clemente, California (Estados Unidos) ha iniciado un proceso de expansión operando tiendas por fuera de Estados Unidos y Canadá, y se ha catalogado como "La franquicia de venta de videojuegos de más rápido crecimiento" en los Estados Unidos, y como la "segunda especializada en la distribución de videojuegos“, Para enero de 2012, Play N Trade opera 144 tiendas alrededor de Estados Unidos y Canadá.
Las tiendas Play N Trade comercializan diversos aparatos electrónicos nuevos y usados, incluyendo videojuegos, consolas, productos Apple, computadores portátiles y teléfonos celulares, y acepta intercambios de los mismos. Sus servicios incluyen alquiler de videojuegos, fiestas, torneos, eventos y reparación de dispositivos de juego. Play N Trade fue el primer distribuidor de videojuegos en organizar torneos semanales dentro de la tienda, y también organiza torneos nacionales. La mayoría de tiendas Play N Trade también exhibe juegos y consolas antiguas o 'clásicas'.
En el año 2007, Play N Trade fue catalogada en el ranking Franchise 500 y New Franchise 50 por la revista Entrepreneur, por el incremento de sus tiendas en 2006. La misma revista también catalogó a Play N Trade en las diez primeras de las nuevas franquicias en el  2008.
Play N Trade fue fundado en el año 2000 por Ron Simpson of Colorado Springs, Colorado. El equipo directivo incluye ejecutivos de la industria automotriz, Walt Disney Imagineering, y diversos emprendedores de la industria electrónica.